# Fittingia
Fittingia är ett släkte i familjen viveväxter. Alla släktets arter är inhemska på Nya Guinea. De är buskar eller små träd som typiskt sett återfinns i undervegetationen.
Släktet beskrevs av Carl Christian Mez 1922.

## Arter
Enligt Catalogue of Life:
- Fittingia carnosifolia
- Fittingia conferta
- Fittingia grandiflora
- Fittingia headsiana
- Fittingia mariae
- Fittingia paniculata
- Fittingia tuberculata
- Fittingia tubiflora
- Fittingia urceolata